# Bátori Lajos
Bátori Lajos, 1881-ig Bauer (Pest, 1846. december 20. – Budapest, Terézváros, 1920. április 29.) képző-intézeti zenetanár.

## Életútja
Bauer György orgonista és Uhl Teréz fiaként született. A főreáliskola négy osztályát, továbbá a tanítóképzőnek akkor még két évfolyamát Pesten végezte. 1864. október 25-én fővárosi tanítóvá nevezték ki, s  mint ilyen 1868. július 2-ig működött. 1863–1868 között a pesti Nemzeti Zenében tanult, majd Prágában folytatott orgonatanulmányokat. Hazatérése után, 1870. szeptember 22-től 1900-ig a Csurgói Tanítóképző Intézetben zenét tanított, és 1872. október 7-én ugyanott kinevezték a rajz tanárának ki. Összhangzattana Magyarországon elsőként foglalkozik a modális hangnemekkel és a gregorián dallamok harmonizálásával. 
Az elemi énekoktatásra vonatkozó módszertani értekezései megjelentek a Népiskolai Szemlében (1884–85)

## Családja
Felesége Zöld Ottilia volt, akit 1873. április 24-én vett nőül. 
Gyermekei:
- Bátori Ferenc György (1875–1955)
- Bátori Ilona Terézia (1877–?)
- Bátori Jolán (1878–1958), férjezett Fövényessy Elemérné
- Bátori Jenő Menyhárt (1880–?)

## Munkái
- Magyar népdalok. Kezdő zongora-játszók számára. Lipcse, 1873-74. két füzet.
- Polyphon tanulmányok orgonára (Lipcse 1875)
- Rövidre foglalt dallam- és öszhangzattan iskolai czélokra (Budapest, 1881)
- Gyakorló-könyv a népiskolai énekoktatáshoz. Budapest, 1884. (1. füzet 2. kiadás.)
- Az írás tanmódja (Budapest, 1888)
- Elemi énekoktatás. I. rész. Hallás utáni énekoktatás. (Budapest, 1889)
- Énekkönyv. Népiskolai és tanítóképző intézeti tankönyv. (Budapest, 1892)
- Gyakorlati összhangzattan az egyházi orgonajáték követelményeire való különös tekintettel (Budapest, 1900)
- Praeludiumos könyv orgonára (Budapest, 1900)
- A magyar hangszer és a magyar népdal (Ország–Világ, 1903).